# Seebergen
Seebergen este o comună din landul Turingia, Germania.